# Malé Straciny
Malé Straciny és un poble i municipi d'Eslovàquia. Es troba a la regió de Banská Bystrica.

## Història
La primera menció escrita de la vila es remunta al 1236.

## Demografia
| Godina             | 1994 | 2004    | 2014    | 2024   |
| ------------------ | ---- | ------- | ------- | ------ |
| Nombre de persones | 154  | 119     | 138     | 149    |
| Diferència         |      | −22,72% | +15,96% | +7,97% |

| Godina             | 2023 | 2024   |
| ------------------ | ---- | ------ |
| Nombre de persones | 147  | 149    |
| Diferència         |      | +1,36% |